# 山口義夫
山口 義夫(やまぐち よしお、1911年2月25日 - 2005年8月29日）は、日本の経営者。日立運輸東京モノレール社長、会長を務めた。秋田県出身。

## 経歴
1935年に東京帝国大学法学部法律学科を卒業し、同年4月に日立製作所に入社。1965年11月に理事に就任し、1969年5月に日立運輸東京モノレール副社長に就任し、1970年5月には社長に昇格。1980年6月に相談役、1990年6月に特別顧問を経て、1995年6月には名誉相談役に就任。
1980年6月に運輸大臣表彰を受け、1981年11月に勲四等瑞宝章を受章。
2005年8月29日、急性肺炎のために死去。94歳没。